# Juvento
La Juvento (Justice-Union-Vigilance-Education-Nationalisme-Tenacité-Optimisme), également connue sous le nom de Mouvement de Jeunesse Togolaise, est un parti politique social-démocrate au Togo.

## Histoire
Le parti est créé le 25 septembre 1951 en tant qu'aile jeunesse radicale du comité de l'unité togolaise (CUT). Il se présente en alliance avec le CUT aux élections législatives togolaises de 1952. Les deux partis remportent neuf des 30 sièges. Il ne se pas présente pas aux élections de 1955 et ne réussit pas à remporter un siège aux élections de 1958, où il n'obtient que 0,2 % des voix. Dirigé par Anani Santos, ministre de la justice du gouvernement de Sylvanus Olympio alors premier ministre du Togo, il se sépare du CUT l'année suivante pour devenir un parti autonome.
La Juvento est dissoute en janvier 1962 par le président de la République togolaise Sylvanus Olympio qui en fait arrêter tous les leaders qui n'ont pas eu le temps de se réfugier à l'étranger,. La mort de Sylvanus Olympio en 1963 permet la libération d'Anani Santos qui, avec Firmin Abaloo, se trouvait détenu dans des conditions particulièrement rigoureuses dans le nord du Togo, à Mango.
Après le coup d'État de 1963, la Juvento est l'un des quatre partis à rejoindre la coalition Réconciliation et Union nationale, qui présente une liste unique aux élections législatives de 1963, chaque parti remportant 14 sièges. Cependant, le parti est dissous par Eyadéma Gnassingbé après le coup d’État de 1967.
Au début des années 1990, un nouveau parti est formé sous le même nom. Il remporte deux sièges aux élections législatives de 2002, mais n'obtient que 0,2 % des voix aux élections législatives de 2007, perdant ainsi ses deux sièges.